# Mi salida contigo
«Mi salida contigo» es una canción escrita e interpretada por el dúo mexicoestadounidense Ha*Ash junto a la cantante y youtuber mexicana Kenia Os. Se lanzó oficialmente junto a su vídeo oficial el 29 de agosto de 2022 como el tercer sencillo de su sexto álbum de estudio Haashtag.
La pista fue escrita por Ashley Grace, Hanna Nicole, Kenia Os, Edgar Barrera, Alan Saucedo y Sofia Thompson. La pista alcanzó la primera posición de lo más escuchado en las radios nacionales de México, y alcanzó la certificación de oro en México.

## Antecedentes
Previo al lanzamiento de «Lo que un hombre debería saber» sencillo principal de su álbum Haashtag, a inicios de marzo de 2022, la cantante Kenia Os publicó una foto en la que mostraba una reunión virtual con Ha*Ash, lo que especuló rumores de una supuesta colaboración, esto sumado a una invitación durante un bloque musical en La Voz donde Ha*Ash eran parte del jurado. Tras la publicación del primer sencillo del disco, Ha*Ash anunció que publicarían cada mes distintas canciones para la promoción del disco junto con sus vídeos musicales.
El 15 de agosto, Sony público en iTunes el disco para su preventa, donde se confirmó una colaboración con Kenia OS. Finalmente, el 19 de agosto se reveló el sexto tema del disco, «Mi salida contigo», cuyo tema daría nombre a la gira y se estrenaría el 29 del mismo mes.

## Composición y producción
«Mi salida contigo» fue escrita por Ashley Grace, Hanna Nicole, Kenia Os, Edgar Barrera, Alan Saucedo y Sofia Thompson, bajo la producción de George Noriega y la coproducción de Hanna. La mezcla fue realizada por Javier Garza y Mike Fuller. La pista corresponde a la primera colaboración entre el dúo y Kenia Os y surgió debido a que ambas artistas se conocieron al forma parte de la disquera Sony.

## Video musical
El video musical de «Mi salida contigo» se publicó el mismo día del lanzamiento del sencillo, en el clip se muestra al dúo interpretando el tema junto a Kenia en una habitación donde lucen un vestuario elegante para pasar a un escenario donde cantan con outfits más coloridos, en el transcurso del video también se refleja el como las cantantes están teniendo malas citas.

## Presentaciones en vivo
La primera vez que el dúo junto a Kenia presentaron la canción en televisión fue el 27 de agosto de 2022 en los premios Kids' Choice Awards México. Posteriormente, el día del estrenó nuevamente interpretaron el tema juntas en vivo, esta vez en la final de la temporada de La Voz.

## Créditos y personal
Créditos adaptados de las notas del álbum.

### Personal
- Ashley Grace: voz
- Hanna Nicole: voz, coproducción
- Kenia Os: voz
- Jean Rodríguez: voces de fondo
- Pete Wallace: piano
- Camilo Velandia: guitarra, banjo
- George Noriega: bajos
- Matt Calderín: batería
- Juan Camilo Escorcia : acordeón
- George Noriega: producción, dirección, programación, ingeniería de grabación
- Jean Rodríguez: producción vocal, ingeniería de grabación
- Mike Fuller: ingeniería de masterización
- Javier Garza: ingeniería de mezcla
- Camilo Velandia: ingeniería de grabación
- Lee Levin: ingeniería de grabación
- Daniel Galindo: ingeniería de grabación
- Pete Wallace: ingeniería de grabación, programación

## Posicionamiento en listas
| Listas (2022)                       | Mejor posición |
| ----------------------------------- | -------------- |
| Estados Unidos (Latin Pop Songs)    | 16             |
| México (Monitor Latino)             | 1              |
| México Top tocadas (Monitor Latino) | 7              |

| Listas (2022)                       | Mejor posición |
| ----------------------------------- | -------------- |
| México (Monitor Latino)             | 54             |
| México Top tocadas (Monitor Latino) | 88             |

## Certificaciones
| País (organismo certificador) | Certificación | Unidades certificadas |
| ----------------------------- | ------------- | --------------------- |
| México (AMPROFON)             | Oro           | 70 000                |